# Charlie (Skelett)

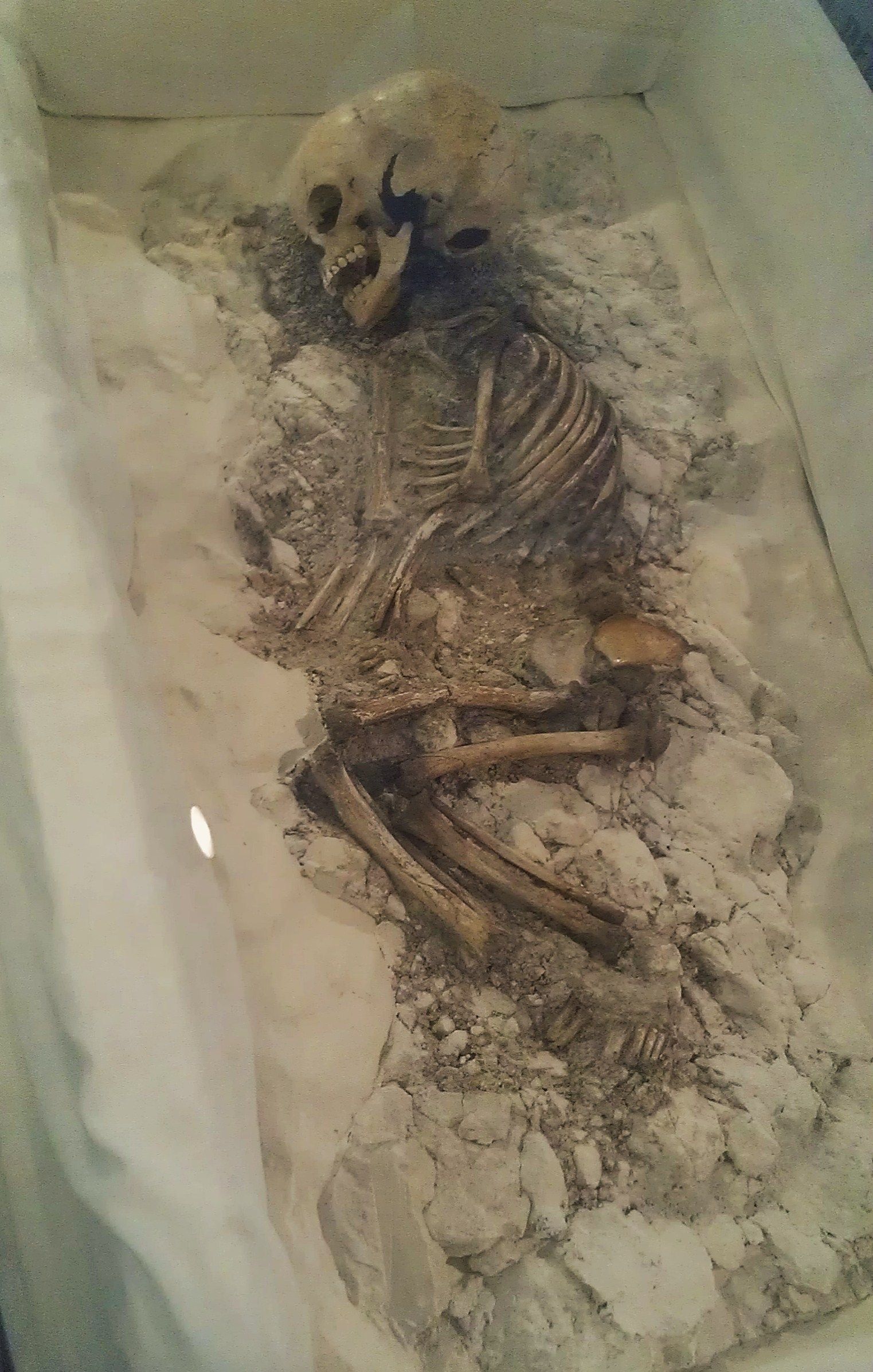
Charlies Skelett

Charlie ist der Name des neolithischen Skelettes eines dreijährigen Kindes, das in den 1920er Jahren am Windmill Hill, in der Nähe des Steinkreises von Avebury, in Wiltshire, in England ausgegraben wurde und im Alexander-Keiller-Museum in Avebury zu sehen ist.
Es gibt eine Kontroverse um die Präsentation des Skeletts. Der Rat der britischen Druiden forderte, dass das Skelett so nahe wie möglich am Fundort zu deponieren ist, da die Präsentation eines Skeletts in einem Museum respektlos sei. Die archäologische Gemeinschaft befürchtet, dass die Verlegung von Charlie zum Präzedenzfall würde. Die Historiker argumentieren, dass Charlie im Museum aufbewahrt werden soll, damit er für die Forschung zur Verfügung steht. English Heritage und der National Trust veranstalteten eine öffentliche Debatte über die Zukunft von Charlie. 2010 wurde entschieden, das Skelett im Museum zu belassen.